# Liste der Bodendenkmale in Kirchtimke
In der Liste der Bodendenkmale in Kirchtimke sind alle Bodendenkmale der niedersächsischen Gemeinde Kirchtimke aufgelistet. Die Quelle ist der Denkmalatlas Niedersachsen. 
Der Stand der Liste ist der 2. Dezember 2024.
Allgemein

Kirchtimke im Landkreis Rotenburg (Wümme)

In den Spalten finden sich folgende Informationen des Bodendenkmales:
Lagegeographische Koordinaten
BezeichnungBezeichnung lt. Denkmalatlas
BeschreibungBeschreibung lt. Denkmalatlas
IDObjekt-ID
BildBild, ggf. zusätzlich mit Link zu weiteren Fotos im Medienarchiv Wikimedia Commons.

## Kirchtimke
| Lage                       | Bezeichnung              | Beschreibung | ID       | Bild |
| -------------------------- | ------------------------ | --- | -------- | ---- |
| 53° 16′ 26″ N, 9° 8′ 48″ O | Kirchtimke 16, Grabhügel | Durchmesser ca. 12,5 m und Höhe ca. 0,5 m. Ebenmäßig, flach gewölbt, Rand flach auslaufend. Im nördlichen Bereich große Pflugfurche von Ost nach West. | 28973874 | BW   |
| 53° 16′ 22″ N, 9° 9′ 17″ O | Kirchtimke 17, Grabhügel | Durchmesser ca. 13 m und Höhe ca. 0,8 m. Annähernd rund. Ebenmäßig geformt, Rand abgesetzt. In der Mitte alte, weite und tiefe Eingrabung. Über den West-Rand von Nordwest nach Südost alter Grenzwall und Graben.                                                                             | 28973876 | BW   |
| 53° 16′ 17″ N, 9° 9′ 19″ O | Kirchtimke 18, Grabhügel | Durchmesser ca. 11,7 m und Höhe ca. 0,8 m. Ebenmäßig geformt, Rand schwach abgesetzt. In der Mitte alte Einsenkung. Südost-Rand von Waldweg angeschnitten. | 28974249 | BW   |
| 53° 16′ 16″ N, 9° 9′ 20″ O | Kirchtimke 19, Grabhügel | Durchmesser ca. 16 m und Höhe ca. 0,7 m. Unregelmäßig gewölbt, Rand im Osten schwach abgesetzt, im Westen und Süden fast ohne Übergang. Am Nordwest-Rand alte Abgrabung, darin zwei große Steine. Im Westen vom Weg angeschnitten; im Nordosten schneidet ein Acker den äußersten Hügelfuß an. | 28974250 | BW   |

### Kirchtimke 23
- ID:28974262
- Gruppe von ursprünglich sechs, heute noch fünf Grabhügeln; Dm. 11 – 18 m, H. 0,9 – 1,4 m.

| Lage                        | Bezeichnung   | Beschreibung | ID       | Bild |
| --------------------------- | ------------- | --- | -------- | ---- |
| 53° 14′ 38″ N, 9° 10′ 21″ O | Kirchtimke 23 | Durchmesser ca. 18 m und Höhe ca. 1 m. Ebenmäßig gewölbt, Rand abgesetzt. Nordwestliches Drittel abgegraben bzw. bis auf halbe Höhe planiert.                                     | 28974364 | BW   |
| 53° 14′ 37″ N, 9° 10′ 22″ O | Kirchtimke 24 | Durchmesser ca. 11 m und Höhe ca. 1,4 m. Ebenmäßig gewölbt, Rand abgesetzt. Oberfläche zerwühlt; in der Mitte tiefe, alte Eingrabung und größere Eingrabung östlich des Zentrums. | 28974365 | BW   |
| 53° 14′ 37″ N, 9° 10′ 23″ O | Kirchtimke 25 | Durchmesser ca. 12 m und Höhe ca. 1 m. Ebenmäßig hoch gewölbt, Rand abgesetzt. Vom Südwest-Rand bis zur Mitte alte, tiefe Eingrabung von 2,5 × 6 m und bis 1 m T.                 | 28974366 | BW   |
| 53° 14′ 39″ N, 9° 10′ 24″ O | Kirchtimke 27 | Durchmesser ca. 13,5 m und Höhe ca. 1,2 m. Rand abgesetzt. Kuppenmulde. Holzrückespur; ältere Abtragung am Nordost-Rand.                                                          | 28974508 | BW   |
| 53° 14′ 39″ N, 9° 10′ 26″ O | Kirchtimke 28 | Durchmesser ca. 11 m und Höhe ca. 0,9 m. Kleine Kuppenmulde. | 28974509 | BW   |

## Ostertimke
| Lage                        | Bezeichnung              | Beschreibung | ID       | Bild |
| --------------------------- | ------------------------ | --- | -------- | ---- |
| 53° 15′ 27″ N, 9° 10′ 38″ O | Ostertimke 3, Grabhügel  | Hügelrest: nur noch das nördliche Drittel erhalten, südlicher Bereich obertägig abgetragen. Dm. ehemals 13,3 m; H. bis zu 0,6 m. Ebenmäßig gewölbt, Rand allmählich auslaufend. | 28974109 | BW   |
| 53° 15′ 28″ N, 9° 10′ 37″ O | Ostertimke 4, Grabhügel  | Durchmesser ca. 15 m und Höhe ca. 0,8 m. Ebenmäßig gewölbt, Rand schwach abgesetzt. Alte Einsenkung im Zentrum; Kuppe durch lose Steine uneben, größere Steine mit Dm. bis 0,2 m sichtbar. Nordwest-Rand angegraben, hier liegen etliche große Findlinge frei. Ost-Rand durch Fahrspur angeschnitten. | 28974110 | BW   |
| 53° 15′ 12″ N, 9° 12′ 1″ O  | Ostertimke 20, Grabhügel | Durchmesser ca. 17 m und Höhe ca. 0,7 m. Rundlich. Ebenmäßig gewölbt mit schwach abgesetztem Rand. Erhalten nur noch der östliche Teil sowie kleinere Randbereiche im Südosten und Nordwesten. Größere Steine sichtbar.                                                                               | 28974239 | BW   |
| 53° 15′ 13″ N, 9° 12′ 0″ O  | Ostertimke 21, Grabhügel | Durchmesser ca. 11 m und Höhe ca. 0,4 m. Ebenmäßig gewölbt, Rand allmählich auslaufend. Im Zentrum eine alte trichterförmige Eingrabung. | 28973882 | BW   |
| 53° 15′ 13″ N, 9° 11′ 59″ O | Ostertimke 22, Grabhügel | Durchmesser ca. 7 m und Höhe ca. 0,2 m. Annähernd rund. Ränder fließend auslaufend. Als Grabhügel kaum noch erkennbar. | 28973883 | BW   |